# レオ・キャッスルダイン
レオ・アレクサンダー・フランシス・キャッスルダイン（Leo Alexander Francis Castledine, 2005年8月20日 - ）は、イングランドのキングストン・アポン・テムズ出身のプロサッカー選手。プレミアリーグのチェルシーFC所属。ポジションはミッドフィールダー。

## 経歴

### ユース
2011年にチェルシーFCのユースアカデミーに加入。2年間プレーした後、2013年にAFCウィンブルドンのユースアカデミーに加入した。サッカーの他にラグビーユニオンもプレーしており、プロクラブのハーレクインズのアカデミーに在籍していた時期もあった。
ウィンブルドンでは当初ディフェンダーとしてプレーしていたが、後にミッドフィールダーへ転向した。早くから新しい役割に適応し、2019年にはウィンブルドン史上最年少でU-18チームデビューを果たした。
2020年3月にチェルシーに復帰した。

### チェルシーFC
2022年8月にチェルシーとプロ契約を結び、トップチームの練習に帯同するようになった。
2024年1月24日、EFLカップのミドルズブラFC戦に出場してプロデビューした。

## 代表歴
2019年から世代別のイングランド代表でプレーしている。
2023年11月15日にU-19イングランド代表で初出場・初得点を記録した。

## 家族
父のスチュワート・キャッスルダインは元サッカー選手で、現在はテレビ番組の司会者。母のルーシー・アレクサンダーは不動産リアリティ番組『ホームズ・アンド・アンダー・ザ・ハマーで司会者を務めていた。姉のキティは女優で、連続テレビドラマ『イーストエンダーズ』に出演している。